# Crenicichla labrina
Crenicichla labrina, conhecido popularmente como joana-guenza, peixe-sabão jacundá e joaninha, é uma espécie da família dos ciclídeos (Cichlidae) e do gênero Crenicichla.

## Etimologia
O nome popular guenza tem origem obscura, mas Nei Lopes propôs que se originou do quicongo ngenza, no sentido de "vagina", talvez pela forma do peixe. Jacundá deriva do tupi yaku'nda, que é empregado como nome genérico aos membros da família dos ciclídeos. Foi registrado em 1618 como jacundâ, em 1631 como iacunda e em 1895 como jacundá. Joaninha deriva do antropônimo Joana junto do diminutivo -inha. Foi registrado pela primeira vez em 1899. O nome genérico Crenicichla deriva do latim crenulatus (recortado) e do grego kíchlē (κιχλη), "bodião".

## Taxonomia
Crenicichla labrina foi descrita em 1831 por Johann Baptist von Spix e Louis Agassiz sob o nome Cychla labrina.

## Descrição
Crenicichla labrina pode alcançar 16 centímetros de comprimento padrão.

## Distribuição e habitat
Crenicichla labrina é endêmica da bacia dos rios Tocantins, Mearim, Itacaiúnas, Muju e Araguaia, nos biomas da Amazônia e Cerrado. Está presente nos estados de Goiás, Maranhão, Mato Grosso, Pará e Tocantins, no Brasil. Há registros provavelmente errôneos no rio Xingu, na Amazônia Central, e na bacia do rio Cuminá. Habita uma variedade de ambientes lóticos, incluindo riachos, grandes rios e, eventualmente, trechos de corredeiras.

## Ecologia
Crenicichla labrina tem alimentação carnívora.

## Conservação
A União Internacional para a Conservação da Natureza (UICN) classifica Crenicichla labrina como pouco preocupante (LC), pois é frequente, mas pouco abundante. Conhecem-se algumas ameaças difusas associadas à degradação de habitats tanto por agropecuária quanto por urbanização e construções de hidrelétricas. Em 2018, foi classificada como pouco preocupante (LC) no Livro Vermelho da Fauna Brasileira Ameaçada de Extinção do Instituto Chico Mendes de Conservação da Biodiversidade (ICMBio).
Crenicichla labrina está presente em algumas áreas de conservação: a Área de Proteção Ambiental Meandros do Rio Araguaia (APA Meandros do Rio Araguaia), a Floresta Nacional de Carajás (Flona Carajás), a Floresta Nacional do Itacaiunas (Flona Itacaiunas), a Floresta Nacional do Tapirapé-Aquiri (Flona Tapirapé-Aquiri), o Parque Estadual do Cantão (Parque Estadual do Cantão), a Área de Proteção Ambiental das Nascentes de Araguaína (APA Nascentes de Araguaína), a Área de Proteção Ambiental de São Geraldo do Araguaia (APA São Geraldo do Araguaia), a Área de Proteção Ambiental Lago de Peixe-Angical (APA Lago de Peixe/Angical), a Área de Proteção Ambiental Lago de São Salvador do Tocantins, Paranã e Palmeirópolis (APA Lago de São Salvador do Tocantins, Paranã e Palmeirópolis) e a Área de Proteção Ambiental de Pouso Alto (APA Pouso Alto).